# Soul II Soul
Soul II Soul – brytyjska grupa muzyczna wykonująca mieszankę R&B i elektronicznej muzyki tanecznej. Założona w 1988 w Londynie, działała do 1997. W skład zespołu wchodzili: Jazzie B (DJ i producent), Caron Wheeler (wokalistka), Simon Law (klawiszowiec), Daddae (gitarzysta, perkusista i klawiszowiec) i Nellee Hooper (producent). Jej największe przeboje to „Keep on Movin’” i „Back to Life (However Do You Want Me)”.

## Dyskografia
- 1989: Club Classics Vol. I
- 1990: Vol. II: 1990 – A New Decade
- 1992: Just Right Vol. III
- 1993: The Classic Singles 88-93 Vol. IV
- 1995: Believe Volume. V
- 1997: Time for Change